# Dextrose-Äquivalent
Das Dextrose-Äquivalent (DE, für englisch dextrose equivalent) eines Polysaccharid-Gemischs bezeichnet den prozentualen Massenanteil reduzierender Zucker (berechnet als Glucose) an der Trockensubstanz. Es entspricht also der Masse Glucose (= Dextrose), die je 100 g Trockensubstanz das gleiche Reduktionsvermögen hätte. Der DE-Wert ist ein Maß dafür, wie weit der Polymerabbau erfolgt ist, daher erhalten Produkte mit niedrigem DE-Wert einen hohen Anteil an Polysacchariden und einen niedrigen Gehalt an niedermolekularen Zuckern, während Erzeugnisse mit hohem DE-Wert hauptsächlich aus niedermolekularen Zuckern bestehen.
Das Dextrose-Äquivalent von Stärke beträgt 0, das von Glucose 100. Das von Maltodextrin liegt je nach Hydrolysegrad zwischen 3 und 20. Produkte mit DE-Werten über 20 werden den Glukosesirupen zugerechnet.
Mit einem höheren DE-Wert nehmen die folgenden Eigenschaften zu:
- Süßkraft
- Löslichkeit
- Hygroskopizität
- Osmolalität
- Absenkung des Gefrierpunktes

## Bestimmung
Die Bestimmung des Dextrose-Äquivalentes nach dem Europäischen Arzneibuch nutzt die Reaktionen der Fehling-Probe und die Methode einer Titration. Die zu prüfende Probelösung wird mit einer Bürette zu einem Fehling-Reagenz getropft, also zu einer Cu2+-Ionen-haltigen alkalischen Lösung. Die in der zugetropften Probelösung enthaltenen reduzierenden Zucker setzten dabei die Cu2+-Ionen zu ziegelrotem, festem Kupfer(I)-oxid um, das sich absetzt. Der erste Tropfen Überschuss an Probelösung, für den keine äquivalente Menge Cu2+-Ionen mehr im Fehling-Reagenz vorliegt, reduziert blaues Methylenblau zu einem farblosen Produkt (Leukoform des Methylenblau). Der Redox-Indikator Methylenblau wird dabei vor Beginn der Titration dem Fehling-Reagenz zugegeben. Am Umschlagpunkt findet also ein Farbwechsel von blau nach farblos statt. Für die Auswertung gilt ein umgekehrt proportionaler Zusammenhang: Je höher der Verbrauch an Probelösung bis zum Umschlagpunkt, desto geringer ist der Gehalt an reduzierenden Zuckern.